# آدام اسمیت (بازیکن فوتبال، زاده سپتامبر ۱۹۸۵)
آدام اسمیت (انگلیسی: Adam Smith؛ زادهٔ ۱۱ سپتامبر ۱۹۸۵) ورزشکار اهل بریتانیا است.
از باشگاه‌هایی که در آن بازی کرده‌است می‌توان به باشگاه فوتبال لوستوفت، باشگاه فوتبال پیتربورو یونایتد، باشگاه فوتبال بوستون یونایتد و باشگاه فوتبال گریت یارموث تاون اشاره کرد.